# Diocesi di Tubursico
La diocesi di Tubursico (in latino Dioecesis Thubursicensis) è una sede soppressa e sede titolare della Chiesa cattolica.

## Storia
Tubursico, identificabile con Khemissa nell'odierna Algeria, è un'antica sede episcopale della provincia romana di Numidia.
Sono noti quattro vescovi di Tibursico di Numidia. Fortunio, vescovo donatista, è noto per un incontro che ebbe con sant'Agostino e per la discussione pubblica che ne seguì. Di questa discussione sant'Agostino fece una dettagliata relazione, indirizzata ai vescovi donatisti tra il 395 e il 397. Data la rarità del nome, Fortunio è quasi certamente da identificare con l'omonimo vescovo che prese parte al concilio donatista di Bagai del 394.
Alla conferenza di Cartagine del 411, che vide riuniti assieme i vescovi cattolici e donatisti dell'Africa romana, presero parte il cattolico Maurenzio e il donatista Ianuario. Maurizio è documentato in altre due occasioni: il 13 agosto 407 prese parte al concilio di Cartagine, dove fu messo sotto accusa, ma non poté difendersi, perché i suoi accusatori non si presentarono al concilio; al concilio antipelagiano celebrato a Milevi nel 416, il suo nome, senza indicazione della sede di appartenenza, si trova tra le sottoscrizioni della lettera sinodale indirizzata a papa Innocenzo I.
Ultimo vescovo noto di Tubursico è Frumenzio, il cui nome figura al 22º posto nella lista dei vescovi della Numidia convocati a Cartagine dal re vandalo Unerico nel 484; Frumenzio, come tutti gli altri vescovi cattolici africani, fu condannato all'esilio.
Dal 1933 Tubursico è annoverata tra le sedi vescovili titolari; dal 30 giugno 2010 il vescovo titolare è Peter John Uglietto, vescovo ausiliare di Boston.

## Cronotassi

### Vescovi residenti
- Fortunio † (fine IV secolo) (vescovo donatista)

- Maurenzio † (prima del 407 - dopo il 416 ?)
  - Ianuario † (menzionato nel 411) (vescovo donatista)
- Frumenzio † (menzionato nel 484)

### Vescovi titolari
- Ferdinando Longinotti † (5 ottobre 1966 - 6 gennaio 1976 dimesso)
- Nei Paulo Moretto † (21 gennaio 1976 - 26 maggio 1983 succeduto vescovo di Caxias do Sul)
- José Alves da Costa, D.C. † (3 gennaio 1986 - 8 maggio 1991 nominato vescovo di Corumbá)
- André Rivest (27 giugno 1995 - 19 giugno 2004 nominato vescovo di Chicoutimi)
- Sebastião Bandeira Coêlho (22 dicembre 2004 - 6 gennaio 2010 nominato vescovo coadiutore di Coroatá)
- Peter John Uglietto, dal 30 giugno 2010